# Ascogaster borealis
Ascogaster borealis är en stekelart som beskrevs av Shaw 1983. Ascogaster borealis ingår i släktet Ascogaster och familjen bracksteklar. Inga underarter finns listade.